# Jimmy Robson
James Robson detto Jimmy (Pelton, 23 gennaio 1939 – 14 dicembre 2021) è stato un calciatore inglese, di ruolo attaccante.

## Palmarès
- First Division: 1

Burnley: 1959-1960
- Charity Shield: 1

Burnley: 1960